# Dracunculomyia ussurica
Dracunculomyia ussurica är en tvåvingeart som beskrevs av Fedotova 2004. Dracunculomyia ussurica ingår i släktet Dracunculomyia och familjen gallmyggor. Inga underarter finns listade i Catalogue of Life.